# Ozyptila inaequalis
Ozyptila inaequalis es una especie de araña cangrejo del género Ozyptila, familia Thomisidae.

## Distribución
Esta especie se encuentra en Kazajistán y China.